# Połapin
Połapin (deutsch Polpen) ist ein Ort in der polnischen Woiwodschaft Ermland-Masuren. Er gehört zur Gmina Kiwity (Landgemeinde Kiwitten) im Powiat Lidzbarski (Kreis Heilsberg).

## Geographische Lage
Połapin liegt in der nördlichen Mitte der Woiwodschaft Ermland-Masuren. Die Kreisstadt Lidzbark Warmiński (deutsch Heilsberg) liegt 13 Kilometer in westlicher Richtung.

## Geschichte
Das Dorf Polpen wurde im Jahre 1874 Teil des neu gebildeten Amtsbezirks Kiwitten (polnisch Kiwity) im ostpreußischen Kreis Heilsberg und war dort bis 1945 eingegliedert.
Im Jahre 1885 waren in Polpen 232 Einwohner gemeldet, im Jahre 1910 waren es 220. Ihre Zahl stieg bis 1933 auf 239 und belief sich 1939 auf 233.
Als 1945 in Kriegsfolge das gesamte südliche Ostpreußen an Polen fiel, erhielt Polpen die polnische Namensform „Połapin“. Heute ist das Dorf Teil der Landgemeinde Kiwity (Kiwitten) im Powiat Lidzbarski (Kreis Heilsberg), von 1975 bis 1998 der Woiwodschaft Olsztyn, seither der Woiwodschaft Ermland-Masuren zugehörig. Im Jahre 2021 zählte Połapin 44 Einwohner.

## Kirche
Bis 1945 war Polpen in die evangelische Kirche Bischofstein (polnisch Bisztynek) in der Kirchenprovinz Ostpreußen der Kirche der Altpreußischen Union, außerdem in die römisch-katholische Kirche Kiwitten (polnisch Kiwity) im damaligen Bistum Ermland eingepfarrt.
Połapin gehört römisch-katholischerseits auch heute noch zur Kirche in Kiwity, die jetzt allerdings dem Erzbistum Ermland zugeordnet ist. Die evangelischen Einwohner orientieren sich jetzt zur Kirche in Bartoszyce (Bartenstein), einer Filialkirche der Johanneskirche Kętrzyn (Rastenburg) in der Diözese Masuren der Evangelisch-Augsburgischen Kirche in Polen.

## Verkehr
Połapin liegt westlich der polnischen Landesstraße 57 (frühere deutsche Reichsstraße 128) und ist von dort über die Abzweige in Wozławki (Wuslack) sowie Galiny (Gallingen) in Richtung Stoczek Klasztorny (Kloster Springborn) bzw. Kiwity (Kiwitten) zu erreichen. Eine Anbindung an den Bahnverkehr besteht nicht.